# 음력 3월 25일
음력 3월 25일은 음력 3월의 25번째 날이다.

## 사건
- 2006년 - 연쇄살인범 정남규가 체포되다.

## 탄생
- 1993년 - 대한민국 가수 아이유
- 1995년 - 대한민국의 쌍둥이 가수 영민, 광민 (보이프렌드).

## 사망
- 1956년 - 한국의 독립운동가, 대한민국의 정치인 해공 신익희.
- 2022년 -
  - 대한민국의 작가 이외수.
  - 대한민국의 정치인 나웅배.
- 2025년 -
  - 대한민국의 축구선수 강지용
  - 대한민국의 정치인 김두현

## 같이 보기
- 음력 360일: 1월 2월 3월 4월 5월 6월 7월 8월 9월 10월 11월 12월
- 전날:3월 24일 다음날:3월 26일 - 전달:2월 25일 다음달:4월 25일
- 양력:3월 25일
- 음력, 윤달